# 李鎮區 (愛荷華州富蘭克林縣)
李鎮區是美國愛荷華州富蘭克林縣的16個鎮區之一。截至2010年美國人口普查，其人口為179，共80住房。

## 歷史
李鎮區於1870年成立。

## 地理
根據2010年美國人口普查，該鎮的總面積為36.24平方英里（93.9平方），其中土地面積36.24平方英里（93.9平方），水域面積為0平方英里（0平方）。